# John Bayard

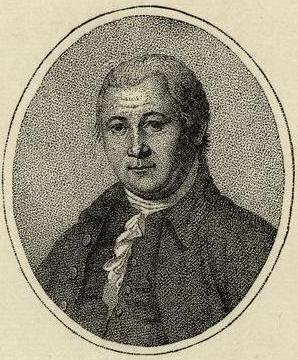
John Bayard

John Bubenheim Bayard, född den 11 augusti 1738, död den 7 januari 1807, var en amerikansk köpman och en av oavhängighetsrörelsens kraftigaste förkämpar i Philadelphia. Han var brorsons sonson till Nicholas Bayard. 
Bayard verkade 1765 energiskt mot importen av tullpliktiga engelska varor, levererade efter frihetskrigets utbrott vapen åt kongressens trupper och utrustade kapare på egen hand. Personligen deltog Bayard i kriget som överste 1776–77. Han var 1785 medlem av den kontinentala kongressen och blev genom sina patriotiska uppoffringar under kriget nästan ruinerad.
Bayard valdes 1790 till borgmästare i New Brunswick i New Jersey.